# L'affaire est close
 (décembre 2023).
Si vous disposez d'ouvrages ou d'articles de référence ou si vous connaissez des sites web de qualité traitant du thème abordé ici, merci de compléter l'article en donnant les références utiles à sa vérifiabilité et en les liant à la section « Notes et références ».
L'affaire est close (The Case is Closed) est un roman policier de Patricia Wentworth publié en 1937. Il est paru en France aux éditions 10/18 le 7 février 2002 dans la collection Grands détectives.
Il a été traduit de l'anglais par Bernard Cucchi.

## Résumé
Miss Silver se retrouve face à une affaire déjà réglée par la justice, le coupable est déjà en prison. Pourtant quand l'entourage de Geoffrey Grey, sa femme et la cousine de celle-ci affirment être certaines de son innocence, notre détective va s'atteler à la tâche. 